# Maruša Štangar
Maruša Štangar (31 de enero de 1998) es una deportista eslovena que compite en judo.
En los Juegos Europeos de Minsk 2019 obtuvo una medalla de bronce en la categoría de –48 kg. Ganó una medalla de bronce en el Campeonato Europeo de Judo de 2019, en la misma categoría.

## Palmarés internacional
| Juegos Europeos    | Juegos Europeos     | Juegos Europeos   | Juegos Europeos |
| Año                | Lugar               | Medalla           | Categoría       |
| ------------------ | ------------------- | ----------------- | --------------- |
| 2019               | Minsk (Bielorrusia) | Medalla de bronce | –48 kg          |
| Campeonato Europeo |                     |                   |                 |
| Año                | Lugar               | Medalla           | Categoría       |
| 2019               | Minsk (Bielorrusia) | Medalla de bronce | –48 kg          |